# Anomala clarescens
Anomala clarescens är en skalbaggsart som beskrevs av Ohaus 1936. Anomala clarescens ingår i släktet Anomala och familjen Rutelidae. Inga underarter finns listade i Catalogue of Life.